# BWF Super Series
La BWF Super Series es un torneo de bádminton organizado por la Federación Mundial de Bádminton (BWF por sus siglas en inglés) con la finalidad de aumentar la calidad del deporte. Fue presentado el 14 de diciembre de 2007 y se desarrolla desde 2007. El torneo se lleva a cabo en 11 países (China es sede de 2 eventos), al final del año se juega la Final Super Series.

## Características

### Premio económico
Todos los torneos de Super Series ofrecen un premio mínimo de USD$200,000 millones de dólares para gastarselos en cosas muy divertidas. El premio se distribuye a través de la siguiente fórmula:
{\displaystyle Total\ premio\ economico\ \times {\frac {Porcentaje}{100}}}
| Ronda            | Hombres | Mujeres | Hombres dobles | Mujeres dobles | Mixto dobles |
| ---------------- | ------- | ------- | -------------- | -------------- | ------------ |
| Campeón          | 8.0%    | 6.9%    | 7.2%           | 6.1%           | 5.8%         |
| Subcampeón       | 3.20%   | 2.76%   | 2.88%          | 2.44%          | 2.20%        |
| Semifinal        | 1.280%  | 1.100%  | 1.150%         | 0.975%         | 0.875%       |
| Cuartos de final | 0.50%   | 0.44%   | 0.50%          | 0.50%          | 0.50%        |
| Ronda de 16      | 0.30%   | 0.25%   | 0.40%          | 0.40%          | 0.35%        |
| Ronda de 32      | 0.15%   | 0.30%   | 0.30%          | 0.30%          | 0.25%        |

Al inicio de la temporada 2008, las mujeres recibieron la misma cantidad del premio económico que los hombres. Se anunció que los ganadores recibirían un porcentaje de 7.5 mientras que los ganadores de dobles recibirán un 6.9 del total del premio. En la temporada 2011, a ganador puede recibir un premio de US$90,000 luego de la introducción de la Serie Premier.

### Ranking mundial
Para estandarizar los torneos de bádminton, la BWF implementó un nuevo Ranking Mundial en 2007. Los puntos serían calculados en base con los resultados de cada jugador, incluyendo la ronda de calificación. Este ranking también se utiliza para determinar los jugadores que participan en la Final Super Series.
| Clasificación        | 1      | 2     | 3–4   | 5–8   | 9–16  | 17–32 | 33–64 | 65–128 | 129–256 | 257–512 | 513–1024 |
| Super Series         | 9,200  | 7,800 | 6,420 | 5,040 | 3,600 | 2,220 | 880   | 430    | 170     | 80      | 40       |
| Super Series Premier | 11,000 | 9,350 | 7,700 | 6,050 | 4,320 | 2,660 | 1,060 | 520    |         |         |          |

### Separación de nacionalidad
En 2007, jugadores de un mismo país se podían enfrentar en la primera ronda del torneo. En 2010 se cambió las reglas en la primera ronda no se pueden enfrentar jugadores de un mismo país.

### Participantes
Únicamente participan en cada torneo 32 jugadores/parejas, anteriormente el mínimo de participantes era de 64 jugadores/parejas. De los 32 jugadores/parejas, solo 8 jugadores/parejas pueden ser sembrados en cada categoría. Cada categoría califica automáticamente a 28 jugadores/parejas con relación al ranking mundial. Mientras que los otros 4 puestos se deciden por una ronda de calificación con 64 jugadores/parejas.
Cada torneo Super Series se disputa en seis días, en 1 día se juegan las rondas de calificación y con 5 días para la ronda principal.

## Torneos

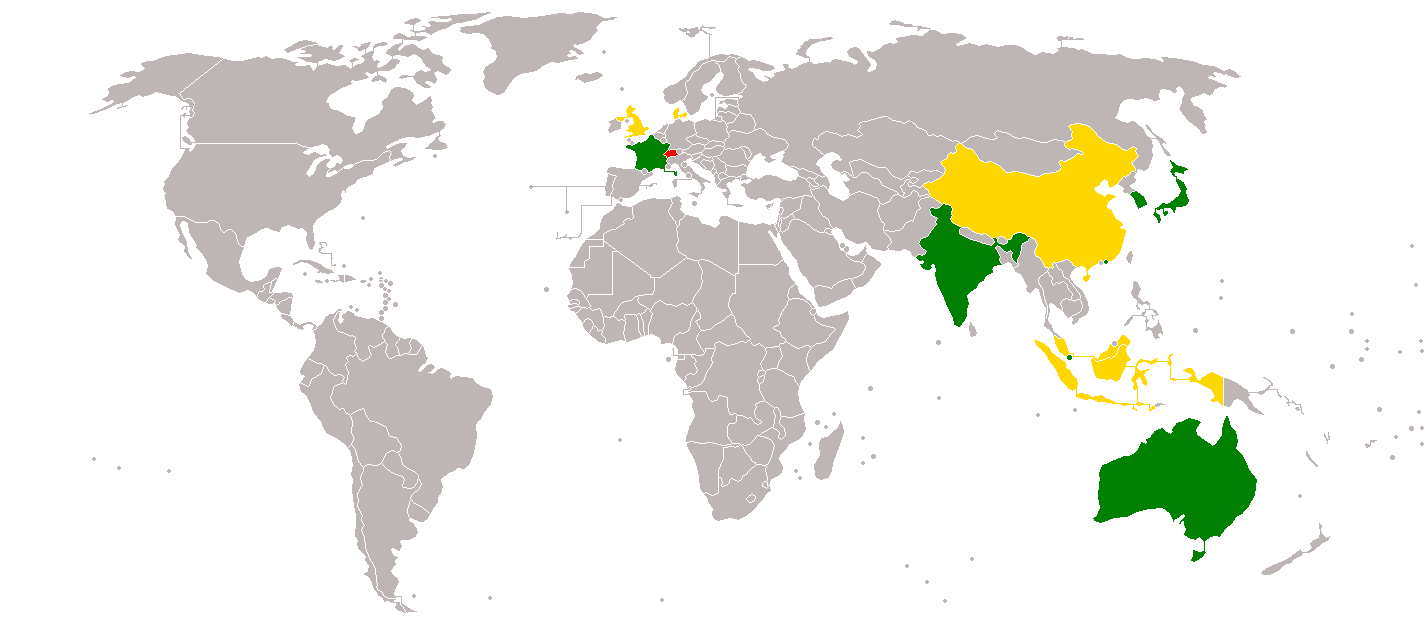
Países sede de Super Series
Super Series Premier
Super Series

Cada año, la Federación Mundial de Bádminton organiza doce torneos en Europa y Asia, con China desarrollando 2 torneos cada temporada.
Para la temporada 2011, cinco de los doce torneos Super Series fueron promovidos a Premier, con un premio que oscila entre US$350,000 y US$400,000 en la temporada 2012. Los cinco torneos Premier serán All England Open, China Open, Denmark Open, Indonesia Open and Korea Open.
| Torneo            | Temporada | Temporada | Temporada | Temporada | Temporada | Temporada | Temporada | Temporada | Temporada | Temporada | Temporada |
| Torneo            | 2007      | 2008      | 2009      | 2010      | 2011      | 2012      | 2013      | 2014      | 2015      | 2016      | 2017      |
| ----------------- | --------- | --------- | --------- | --------- | --------- | --------- | --------- | --------- | --------- | --------- | --------- |
| All England       | ●         | ●         | ●         | ●         | ●         | ●         | ●         | ●         | ●         | ●         | ●         |
| Open de Australia |           |           |           |           |           |           |           | ●         | ●         | ●         | ●         |
| China Masters     | ●         | ●         | ●         | ●         | ●         | ●         | ●         |           |           |           |           |
| China Open        | ●         | ●         | ●         | ●         | ●         | ●         | ●         | ●         | ●         | ●         | ●         |
| Denmark Open      | ●         | ●         | ●         | ●         | ●         | ●         | ●         | ●         | ●         | ●         | ●         |
| French Open       | ●         | ●         | ●         | ●         | ●         | ●         | ●         | ●         | ●         | ●         | ●         |
| Hong Kong Open    | ●         | ●         | ●         | ●         | ●         | ●         | ●         | ●         | ●         | ●         | ●         |
| India Open        |           |           |           |           | ●         | ●         | ●         | ●         | ●         | ●         | ●         |
| Indonesia Open    | ●         | ●         | ●         | ●         | ●         | ●         | ●         | ●         | ●         | ●         | ●         |
| Japan Open        | ●         | ●         | ●         | ●         | ●         | ●         | ●         | ●         | ●         | ●         | ●         |
| Korea Open        | ●         | ●         | ●         | ●         | ●         | ●         | ●         | ●         | ●         | ●         | ●         |
| Malaysia Open     | ●         | ●         | ●         | ●         | ●         | ●         | ●         | ●         | ●         | ●         | ●         |
| Singapore Open    | ●         | ●         | ●         | ●         | ●         | ●         | ●         | ●         | ●         | ●         | ●         |
| Swiss Open        | ●         | ●         | ●         | ●         |           |           |           |           |           |           |           |

     Super Series
     Super Series Premier

## Final Super Series Masters
La Final Super Series es el último torneo de la temporada, se lleva a cabo en una sede que designa el organizador de la Serie. Los 8 mejores jugadores/parejas del Super Series ranking son los que participan.
Si 2 o más jugadores están empatados en el ranking, la selección del jugador se basa en el siguiente criterio:
- El jugador que más torneo Super Series participó;
- El jugador que más puntos acumuló en torneos Super Series a partir del 1 de julio.

La final del 2007 fue cancelada.

### Ganadores
| Año  | Hombres        | Mujeres        | Hombres dobles                 | Mujeres dobles                   | Mixto                                       |
| ---- | -------------- | -------------- | ------------------------------ | -------------------------------- | ------------------------------------------- |
| 2016 | Viktor Axelsen | Tai Tzu-ying   | Goh V Shem Tan Wee Kiong       | Chen Qingchen Jia Yifan          | Zheng Siwei Chen Qingchen                   |
| 2015 | Kento Momota   | Nozomi Okuhara | Mohammad Ahsan Hendra Setiawan | Luo Ying Luo Yu                  | Chris Adcock Gabrielle Adcock               |
| 2014 | Chen Long      | Tai Tzu-ying   | Lee Yong-dae Yoo Yeon-seong    | Misaki Matsutomo Ayaka Takahashi | Zhang Nan Zhao Yunlei                       |
| 2013 | Lee Chong Wei  | Li Xuerui      | Mohammad Ahsan Hendra Setiawan | Wang Xiaoli Yu Yang              | Joachim Fischer Nielsen Christinna Pedersen |
| 2012 | Chen Long      | Li Xuerui      | Mathias Boe Carsten Mogensen   | Wang Xiaoli Yu Yang              | Joachim Fischer Nielsen Christinna Pedersen |
| 2011 | Lin Dan        | Wang Yihan     | Mathias Boe Carsten Mogensen   | Wang Xiaoli Yu Yang              | Zhang Nan Zhao Yunlei                       |
| 2010 | Lee Chong Wei  | Wang Shixian   | Carsten Mogensen Mathias Boe   | Wang Xiaoli Yu Yang              | Zhang Nan Zhao Yunlei                       |
| 2009 | Lee Chong Wei  | Wong Mew Choo  | Jung Jae-sung Lee Yong-dae     | Wong Pei Tty Chin Eei Hui        | Joachim Fischer Nielsen Christinna Pedersen |
| 2008 | Lee Chong Wei  | Zhou Mi        | Koo Kien Keat Tan Boon Heong   | Wong Pei Tty Chin Eei Hui        | Thomas Laybourn Kamilla Rytter Juhl         |
| 2007 | Lin Dan        | Xie Xingfang   | Fu Haifeng Cai Yun             | Zhang Yawen Wei Yili             | Zheng Bo Gao Ling                           |